# Sex Gang Children
Die Sex Gang Children (gelegentlich auch Sexgang Children) sind eine Gothic-Rock-Band aus England, die im Umfeld des Londoner Clubs Batcave populär wurde.

## Geschichte
Gegründet in den frühen 1980ern spielten Sex Gang Children Songs, die durch tiefe Bässe, von Tomtoms dominierte Trommelklänge und die hohe Stimme des Sängers einen dramatischen Klang entwickelten.
Der Name Sex Gang Children wurde von Malcolm McLaren aus einem Buch von William S. Burroughs entnommen und war ursprünglich für die später Bow Wow Wow genannte Band gedacht. Auch die von Boy George gegründete Gruppe Culture Club nannte sich zuerst so. Der Sänger Andi Sexgang wollte ihn dazu bewegen, den Namen zu benutzen, aber als der Schlagzeuger von Culture Club, Jon Moss, diese Idee abschlug, entschied Andi, den Namen für eine eigene Band zu behalten.
Seit 1992 ist die Band wieder aktiv und verzeichnet bis heute einige neue Veröffentlichungen und diverse Auftritte wie z. B. auf dem Wave-Gotik-Treffen in den Jahren 2010 und 2013.

## Musikalischer Stil
Sex Gang Children bewegte sich zu Beginn ihrer Karriere im noch stark vom Post-Punk geprägten frühen Gothic Rock, der heute auch Batcave oder Gothic Punk genannt wird. Ihre Balladen wirkten stets sehr dramatisch und düster, während schnellere Stücke oftmals noch Post-Punk-Strukturen aufwiesen. Stilwechsel innerhalb eines Liedes sind typisch. Auch die Verwendung von Violine und Xylofon sind ein Markenzeichen.

## Diskografie
Alben
- 1983: Song and Legend
- 1992: Blind
- 1993: Medea
- 2001: The Wrath of God
- 2002: Bastard Art
- 2013: Viva Vigilante

EPs
- 1982: Beasts
- 1983: Sebastiane
- 2009: Salamun Child

Live
- 1982: Naked
- 1983: Live
- 1984: Ecstasy and Vendetta Over New York
- 1986: Nightland
- 1992: Play with Children

Zusammenstellungen
- 1985: Re-enter the Abyss (The 1985 Remixes)
- 1986: Beasts
- 1993: Dieche
- 1994: The Hungry Years
- 1998: Welcome to My World
- 1999: Pop Up
- 1999: Shout & Scream
- 2000: Demonstration
- 2000: The Sexgang Children Collection
- 2001: Empyre and Fall
- 2001: Helter Skelter
- 2003: Fall: The Complete Singles
- 2004: Execution & Elegance: The Anthology 1982–2002